# 더 랩 (비디오 게임)
《더 랩》(The Lab)은 밸브 코퍼레이션이 개발하여 2016년 4월 5일 마이크로소프트 윈도우용으로 출시된 룸 스케일 가상 현실(VR) 비디오 게임이다. VR 기술과 HTC 바이브 장치를 사용하여 허브 룸을 통해 접근하는 일련의 플레이 경험을 선사한다. 이 게임의 배경은 《포탈》세계관의 또다른 평행우주이며 여러 면의 VR 기능을 이용하여 짧은 데모 경험을 동반하는 8가지의 각기 다른 게임 유형을 제공한다. 포함된 환경 내 물체와의 상호 작용의 양에 따라 경험을 초월한 버라이어티도 제공한다.

## 내용
더 랩에서는 8개의 각기 다른 미니게임을 즐길 수 있다.
- Slingshot
- Longbow
- Xortex
- Postcards
- Human Medical Scan
- Solar System
- Robot Repair
- Secret Shop

## 개발
이 게임은 2016 게임 게임 개발자 회의에 프리뷰되었고, 여기에서 최종 버전에 포함될 예정이었던 최종 8개의 게임들 중 4개(Slingshot, Longbow, Xortex, and Postcards)가 시연되었다. 데모의 부스 관리자였던 언론가 애덤 스미스와의 토론에서 크리스토퍼 친(Christopher Chin)은 더 랩의 미니게임에 대한 개념이 어떻게 혁신적인 방법으로 기타 장르 및 게임 유형을 VR 세상으로 이동시킬 수 있을까에 대한 아이디어에 기반하였다고 언급하였다.